# مونیکا ریال
مونیکا ریال (انگلیسی: Monica Rial؛ زادهٔ ۵ اکتبر ۱۹۷۵) یک صداپیشه و مدیر دوبلاژ اسپانیایی‌تبار اهل ایالات متحده آمریکا است. وی از سال ۱۹۹۹ میلادی تاکنون مشغول فعالیت بوده‌است.